# Vergine giurata
Vergine giurata es una película dirigida por Laura Bispuri en 2015, realizadora que había dirigido previamente varios cortometrajes muy premiados. El film es una coproducción entre Italia, Albania, Suiza y Alemania. La acción transcurre entre las montañas de Albania y una ciudad no definida del norte de Italia. La película se presentó en la sección oficial del Festival de Cine de Berlín y en otros festivales, en los que ha obtenido numerosos premios. Entre ellos cabe citar la Mención especial del jurado de Cinema Jove que destacaba de la película que cuenta "una historia de supervivencia y asunción de identidad que nos lleva hasta una pequeña sociedad rural y arcaica en Albania que obliga a la mujer protagonista, Hana Doda, a escapar de las tradiciones que le ahogan".

## Trama
Mark decide abandonar las montañas de su Albania natal para trasladarse a Italia. Allí vive su amiga Lila, que se muestra sorprendida al recibirlo, puesto que Mark no le había avisado de su visita. Tras instalarse en su casa encuentra trabajo como guarda en un garaje. Jonida, la hija de Lila, quiere saber más sobre este primo de su madre del que nunca había oído hablar y que ahora la suele acompañar a los entrenamientos de natación sincronizada. 
Los recuerdos de su vida en Albania están presentes en la mente de Mark, que frente al recibimiento poco afectuoso de Lila ve cómo se agolpan en su memoria las imágenes de su vida de adolescente, cuando al quedarse huérfana fue acogida en casa de su tío, y disfrutaba de forma inocente la vida en compañía de Lila, cuando su nombre era Hana. 

## Producción
La realizadora Laura Bispuri ha rodado su primer largometraje entre las montañas del norte de Albania y la ciudad de Bolzano (que no aparece acreditada como tal en la trama del film). El guion está basado de forma libre en la novela de Elvira Dones Vergine giurata, publicada en el año 2007, aunque la acción se ha trasladado desde EE. UU. hasta Italia. 
La historia está basada en la tradición que existe en el norte de Albania y otras zonas cercanas en los Balcanes, que permite a una mujer hacer un juramento de Virgen juramentada y adquirir los mismos derechos que un hombre, cambiando de nombre, vistiendo como un hombre y renunciando a mantener relaciones con los hombres.  
La fotografía del film evita los colores vivos y mantiene una continuidad cromática entre las escenas que transcurren en Albanía e Italia. Utiliza poca música, evitando subrayar de forma dramática la acción.

## Reparto
- Alba Rohrwacher - Hana/Mark
- Flonja Kodheli - Lila
- Emily Ferratello - Jonida
- Lars Eidinger - Bernhard
- Luan Jaha - Stjefen
- Bruno Shllaku - Gjergj
- Ilire Celaj - Katrina

## Reconocimientos
2015 - David di Donatello - Nominación a la Mejor nueva directora para Laura Bispuri
2015 - Nastro d'argento
- Nominación a la Mejor nueva directora para Laura Bispuri
- Nominación como Mejor actriz protagonista para Alba Rohrwacher
- Nominación Mejor fotografía para Vladan Radovic

2015 - Hong Kong International Film Festival - Premio Golden Firebird para Laura Bispuri
2015 - Tribeca Film Festival - Premio Nora Ephron
2015 - Cinema Jove de Valencia
- Mención especial del jurado
- Premio CIMA a la mejor directora para Laura Bispuri